# أل كارمايكل
أل كارمايكل (بالإنجليزية: Al Carmichael) هو لاعب كرة قدم أمريكية أمريكي، ولد في 10 نوفمبر 1928 في بوسطن في الولايات المتحدة.

## وصلات خارجية
- أل كارمايكل على موقع مرجع كرة القدم المحترفة.كوم (الإنجليزية)